# (6439) Tirol
(6439) Tirol ist ein Asteroid des Hauptgürtels, der nach der Alpenregion Tirol benannt ist. Er wurde am 13. Februar 1988 von Freimut Börngen in der Thüringer Landessternwarte Tautenburg entdeckt.